# باقة سنط سات
باقة سنط سات هي باقة تضم القنوات السودانية يتم بثها عبر التردد 12688 V على قمر عرب سات.
وتعمل الباقة على أجهزة الـ HD بنظام (DVB-S2) 

## التأسيس
تأسست الباقة في عام 2017م  وتعمل عبر جلف سات للإتصالات وهي شركة كويتية.

## قنوات الباقة
تضم الباقة عدد من القنوات هي :
- قناة المعرفة ــ Al Mareffa TV
- قناة الشروق ــ ashorooq
- قناة سودانية 24 ــ SUDANIA 24 TV
- قناة أنغام ــ Sudan Music
- قناة النيل الأزرق ــ Blueniletv
- قناة البحر الأحمر ــ The Red Sea